# Isla Mosquito
No confundir con Islote Mosquito
Isla Mosquito (en inglés: Mosquito Island, a veces escrito Moskito Island) es una isla frente a las costas de Virgen Gorda que ha sido durante mucho tiempo un sitio popular para los buceadores y navegantes.Mosquito fue descubierta por Cristóbal Colón en su segundo viaje en 1493, el nombre “Mosquito” proviene de unos indígenas americanos que vivieron en la isla alrededor del año 1500.
Sir Richard Branson compró la isla en 2007 por £ 10 millones. Su compañía Virgin Limited Edition planea convertir la isla en un resort de Ecoturismo en las Islas Vírgenes Británicas y prestar atención a las consideraciones sobre del medio ambiente para minimizar el impacto a lo largo de su desarrollo.
Branson anunció recientemente que planea trasladar lémures de cola anillada de algunos zoológicos de Canadá, Suecia y Sudáfrica a la isla. Los traslados posteriores de lémures rojos y Sifakas posiblemente pueden seguir. Los planes anunciados recibieron algunas críticas.
La isla está situada entre Virgen Gorda y la isla de Necker, esta última también es propiedad privada de Branson.